# Seznam sončevih ciklov
Sledeča tabela je seznam sončevih ciklov (včasih se imenujejo tudi cikli sončevih peg), ki so jih astronomi spremljali od leta 1755 po izvornem številčenju Rudolfa Wolfa iz sredine 19. stoletja. Izvorni podatki so revidirana Mednarodna števila sončevih peg (ISN v2.0), ki so na voljo pri podjetju SILSO. Število sončevih peg se šteje že od leta 1610, vendar pa natančno oštevilčenje med Maunderjevim minimumom ni natančno določeno. Domneva se, da se je en cikel "izgubil" v poznem 18. stoletju, a to še ni čisto potrjeno.
Zglajenje števila sončevih peg se je naredilo s tradicionalno formulo SIDC. Sicer obstajajo tudi ostale formule, a po navadi podajo malo drugačne vrednosti sončevih ciklov. Primer je Meeusova gladilna formula s povezanimi značilnostmi sončevih ciklov, ki so na voljo v novicah STCE.
Začetek 25. sončevega cikla bo določen naknadno. Matematično se ta deklaracija ne more zgoditi manj kot 7 mesecev po minimumu. Realistično pa se mora deklaracija zgoditi nekaj časa po tem.
| Sončev cikel     | Začetek        | Zglajeni minimum ISN (začetek cikla) | Maksimum       | Zglajeni maksimum ISN | Čas naraščanja (leta) | Trajanje (leta) | Dnevi brez sončevih peg |
| ---------------- | -------------- | ------------------------------------ | -------------- | --------------------- | --------------------- | --------------- | ----------------------- |
| 1. sončev cikel  | februar 1755   | 14,0                                 | junij 1761     | 144,1                 | 6,3                   | 11,3            |                         |
| 2. sončev cikel  | junij 1766     | 18,6                                 | september 1769 | 193,0                 | 3,3                   | 9,0             |                         |
| 3. sončev cikel  | junij 1775     | 12,0                                 | maj 1778       | 264,3                 | 2,9                   | 9,3             |                         |
| 4. sončev cikel  | september 1784 | 15,9                                 | februar 1788   | 235,3                 | 3,4                   | 13,6            |                         |
| 5. sončev cikel  | april 1798     | 5,3                                  | februar 1805   | 82,0                  | 6,8                   | 12,3            |                         |
| 6. sončev cikel  | avgust 1810    | 0,0                                  | maj 1816       | 81,2                  | 5,8                   | 12,8            |                         |
| 7. sončev cikel  | maj 1823       | 0,2                                  | november 1829  | 119,2                 | 6,5                   | 10,5            |                         |
| 8. sončev cikel  | november 1833  | 12,2                                 | marec 1837     | 244,9                 | 3,3                   | 9,7             |                         |
| 9. sončev cikel  | julij 1843     | 17,6                                 | februar 1848   | 219,9                 | 4,6                   | 12,4            |                         |
| 10. sončev cikel | december 1855  | 6,0                                  | februar 1860   | 186,2                 | 4,2                   | 11,3            | 561                     |
| 11. sončev cikel | marec 1867     | 9,9                                  | avgust 1870    | 234,0                 | 3,4                   | 11,8            | 942                     |
| 12. sončev cikel | december 1878  | 3,7                                  | december 1883  | 124,4                 | 5,0                   | 11,3            | 872                     |
| 13. sončev cikel | marec 1890     | 8,3                                  | januar 1894    | 146,5                 | 3,8                   | 11,8            | 782                     |
| 14. sončev cikel | januar 1902    | 4,5                                  | februar 1906   | 107,1                 | 4,1                   | 11,5            | 1007                    |
| 15. sončev cikel | julij 1913     | 2,5                                  | avgust 1917    | 175,7                 | 4,1                   | 10,1            | 640                     |
| 16. sončev cikel | avgust 1923    | 9,4                                  | april 1928     | 130,2                 | 4,7                   | 10,1            | 514                     |
| 17. sončev cikel | september 1933 | 5,8                                  | april 1937     | 198,6                 | 3,6                   | 10,4            | 384                     |
| 18. sončev cikel | februar 1944   | 12,9                                 | maj 1947       | 218,7                 | 3,3                   | 10,2            | 382                     |
| 19. sončev cikel | april 1954     | 5,1                                  | marec 1958     | 285,0                 | 3,9                   | 10,5            | 337                     |
| 20. sončev cikel | oktober 1964   | 14,3                                 | november 1968  | 156,6                 | 4,1                   | 11,4            | 285                     |
| 21. sončev cikel | marec 1976     | 17,8                                 | december 1979  | 232,9                 | 3,8                   | 10,5            | 283                     |
| 22. sončev cikel | september 1986 | 13,5                                 | november 1989  | 212,5                 | 3,2                   | 9,9             | 257                     |
| 23. sončev cikel | avgust 1996    | 11,2                                 | november 2001  | 180,3                 | 5,3                   | 12,3            | 619                     |
| 24. sončev cikel | december 2008  | 2,2                                  | april 2014     | 116,4                 | 5,3                   | V procesu       | 943 (2. januar 2020)    |
| 25. sončev cikel | Se še določa   | (3,65 izračunano junija 2019)        |                |                       |                       |                 |                         |
| Povprečje        |                | 9,3                                  |                | 178,7                 | 4,4                   | 11,04           |                         |